# Eriospermum
Eriospermum és un gènere de plantes crasses tuberoses. Conté 80-100 espècies i són natives de la zona subsahariana africana.
El nom d'"Eriospermum" prové del grec erion per "llana" i sperma per "llavor". En l'APG III system, aquest gènere es posa a la família Asparagaceae, subfamília Nolinoideae (anteriorment la família Ruscaceae). Abans estava dins la seva pròpia família, Eriospermaceae.

## Espècies seleccionades
- Eriospermum abyssinicum
- Eriospermum albanense
- Eriospermum albucoides
- Eriospermum alcicorne
- Eriospermum algiferum
- Eriospermum andongense[3]